# Георги Бонев
Георги Стойчев Бонев (роден на 20 юни 1954 г.) е бивш български футболист, защитник, клубна легенда на Локомотив (София).

## Биография
В своята кариера Бонев играе за Локомотив (София) (1971 – 1972 и 1974 – 1985) и Локомотив (Горна Оряховица) (1972 – 1974).
Има 293 мача и 6 гола в А група за Локомотив (Сф), с който става шампион на България през 1978 г. и носител на купата на страната през 1982 г.
Има 34 мача за А националния отбор, 2 мача за Б националния и 15 мача с 1 гол за младежкия национален отбор. За Локомотив (Сф) има 16 мача в евротурнирите (4 за КЕШ, 4 за КНК и 8 мача за купата на УЕФА). Четвъртфиналист за купата на УЕФА през 1980 г. „Майстор на спорта“ от 1978 г.
След прекратяване на състезателната си дейност е треньор в детско-юношеската школа на Локомотив (Сф).

## Успехи
Локомотив (София)
- А група:
  -  Шампион: 1977/78

- Национална купа на България:
  -  Носител: 1981/82